# Banksia integrifolia subsp. integrifolia
Sous-espèce
Classification phylogénétique
Banksia integrifolia subsp. integrifolia est une sous-espèce de Banksia integrifolia L.f., 1782.

## Description
Banksia integrifolia subsp. integrifolia peut se distinguer des autres sous-espèces de Banksai integrifolia par ses feuilles légèrement plus petites et plus larges, et qui sont aussi un peu plus ternes que celles de Banksia integrifolia subsp. compar,,.

## Taxonomie
Le matériel type pour B. integrifolia subsp. integrifolia fut d'abord recueilli à Botany Bay le 29 avril 1770 par Sir Joseph Banks et Daniel Solander, naturalistes sur l' Endeavour lors du premier voyage de James Cook dans l'océan Pacifique,. Décrite et publiée sous le nom de Banksia integrifolia L.f. par Carl von Linné le Jeune en avril 1782, elle fut maintenue au rang d'espèce jusqu'en 1913, quand Frederick Bailey publia Banksia integrifolia var. compar, ce qui créa l'autonyme Banksia integrifolia L.f. var. integrifolia. En 1994, Kevin Thiele porta Banksia integrifolia var. compar au rang de sous-espèce, décrivant plusieurs autres sous-espèces en même temps. Cela eut pour effet de promouvoir également l'autonyme au rang de sous-espèce, créant ainsi Banksia integrifolia L.f. subsp. integrifolia,.

## Distribution et habitat
Banksia integrifolia subsp. integrifolia se rencontre généralement sur les terrains sableux et infertiles dans une bande côtière d'environ 50 kilomètres. Espèce endémique d'Australie, son aire de diffusion s'étend sur le littoral depuis les alentours de Bundaberg dans le Queensland au nord jusqu'à Geelong dans le Victoria. On l'a également signalée dans les îles du détroit de Bass, mais elle semble s'y être éteinte maintenant.